# Niederbipp
Niederbipp es una comuna suiza del cantón de Berna, situada en el distrito administrativo de Alta Argovia. Limita al norte con las comunas de Laupersdorf (SO) y Balsthal (SO), al este con Oensingen (SO) y Kestenholz (SO), al sur con Bannwil y Schwarzhäusern, al suroeste con Oberbipp, y al oeste con Wolfisberg.
Hasta el 31 de diciembre de 2009 situada en el distrito de Wangen.

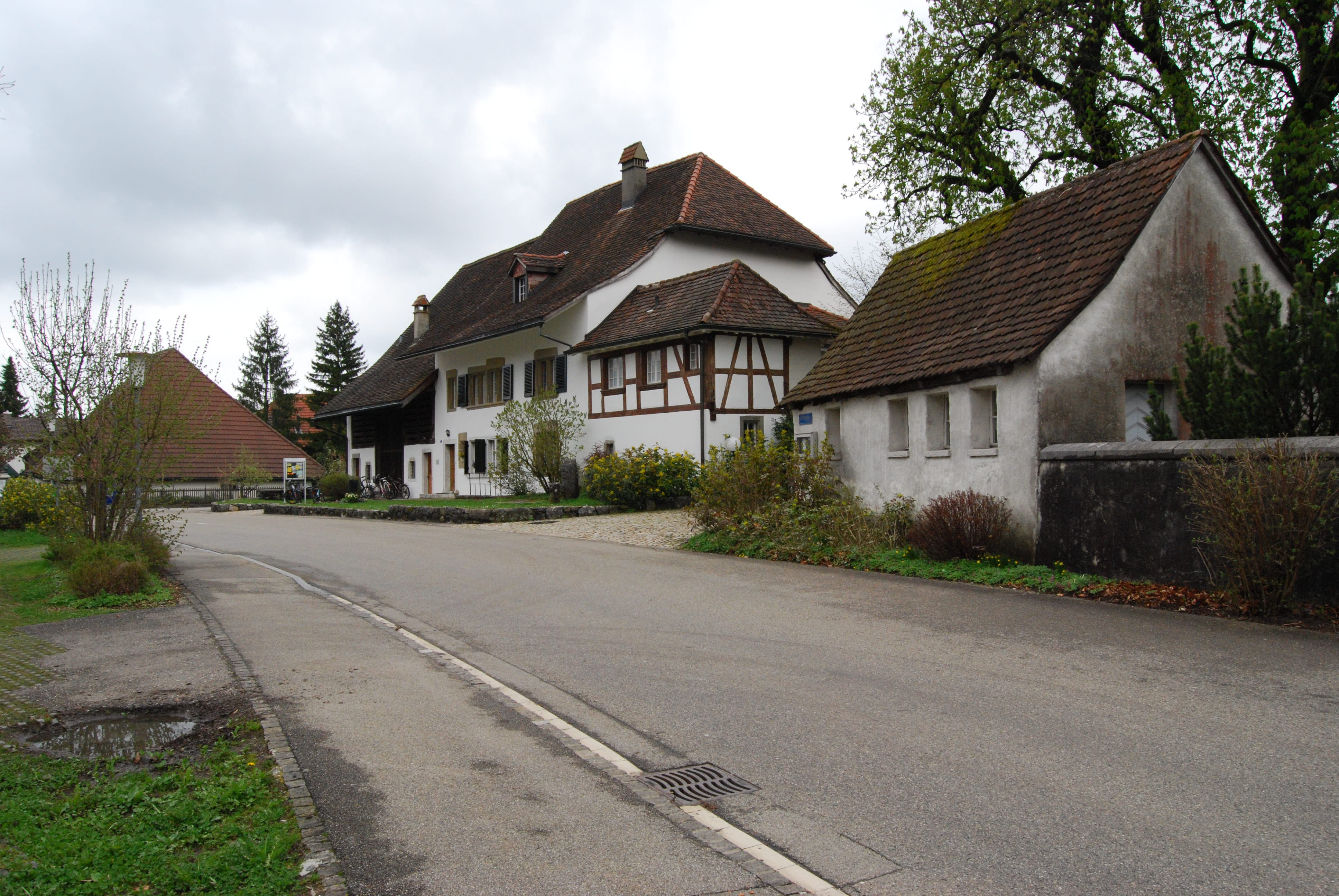
Casa parroquial de Niederbipp.

## Referencias

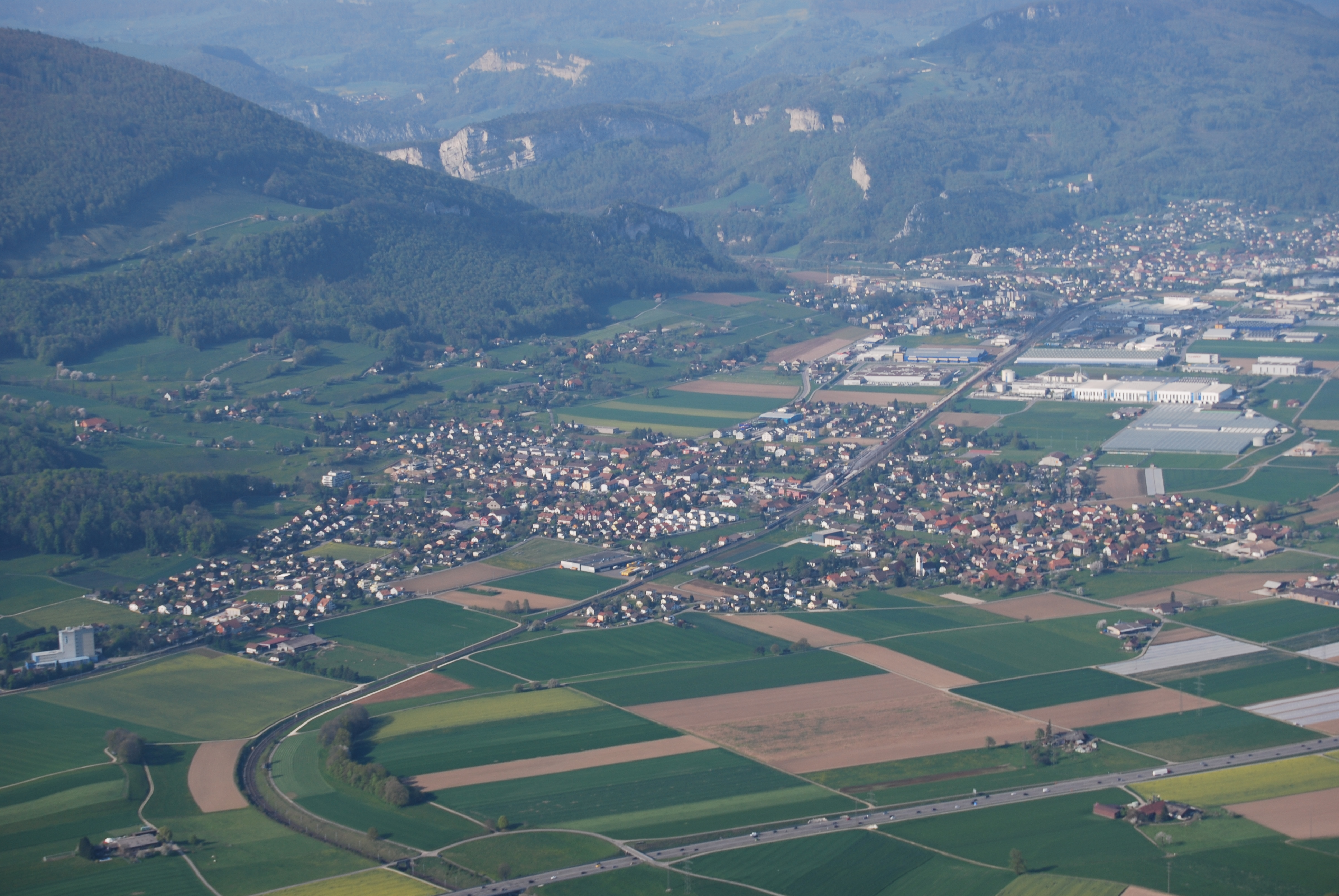
Niederbipp